# Lungörtssläktet
Lungörtssläktet (Pulmonaria) är ett släkte av strävbladiga växter. Växterna är fleråriga örter. Lungörter ingår i familjen strävbladiga växter. Flera arter odlas som prydnasväxter utomhus.
Enligt Catalogue of Life ingår följande 19 arter:

- Pulmonaria affinis - fransk lungört
- Pulmonaria angustifolia - smalbladig lungört
- Pulmonaria apennina
- Pulmonaria carnica
- Pulmonaria collina
- Pulmonaria dacica
- Pulmonaria filarszkyana
- Pulmonaria helvetica
- Pulmonaria kerneri
- Pulmonaria longifolia
- Pulmonaria mollis - mjuk lungört
- Pulmonaria montana - berglungört
- Pulmonaria murinii
- Pulmonaria obscura - lungört
- Pulmonaria officinalis - fläcklungört
- Pulmonaria rubra - röd lungört
- Pulmonaria saccharata - broklungört
- Pulmonaria stiriaca
- Pulmonaria vallarsae
- Pulmonaria visianii

## Bildgalleri

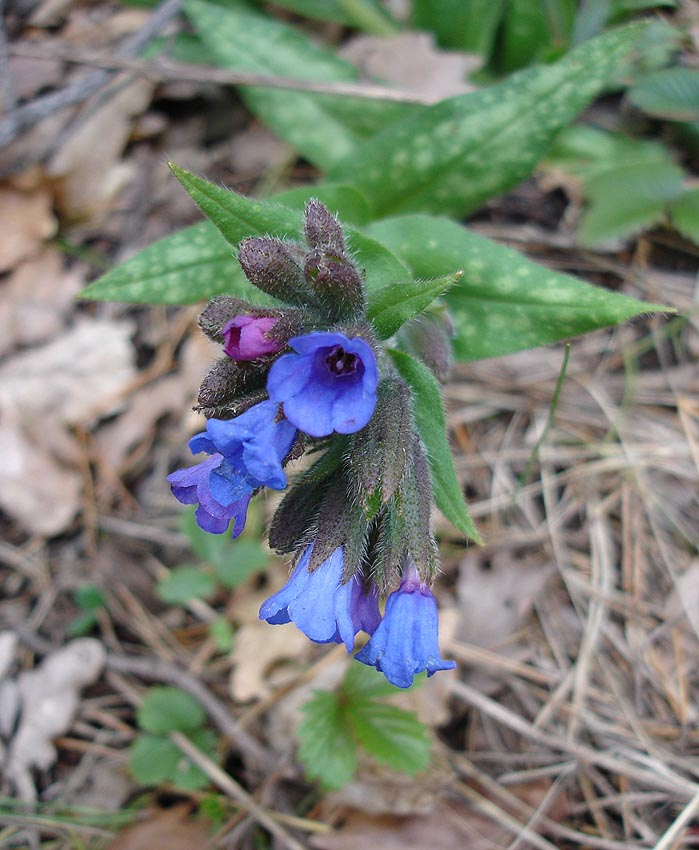
Pulmonaria affinis
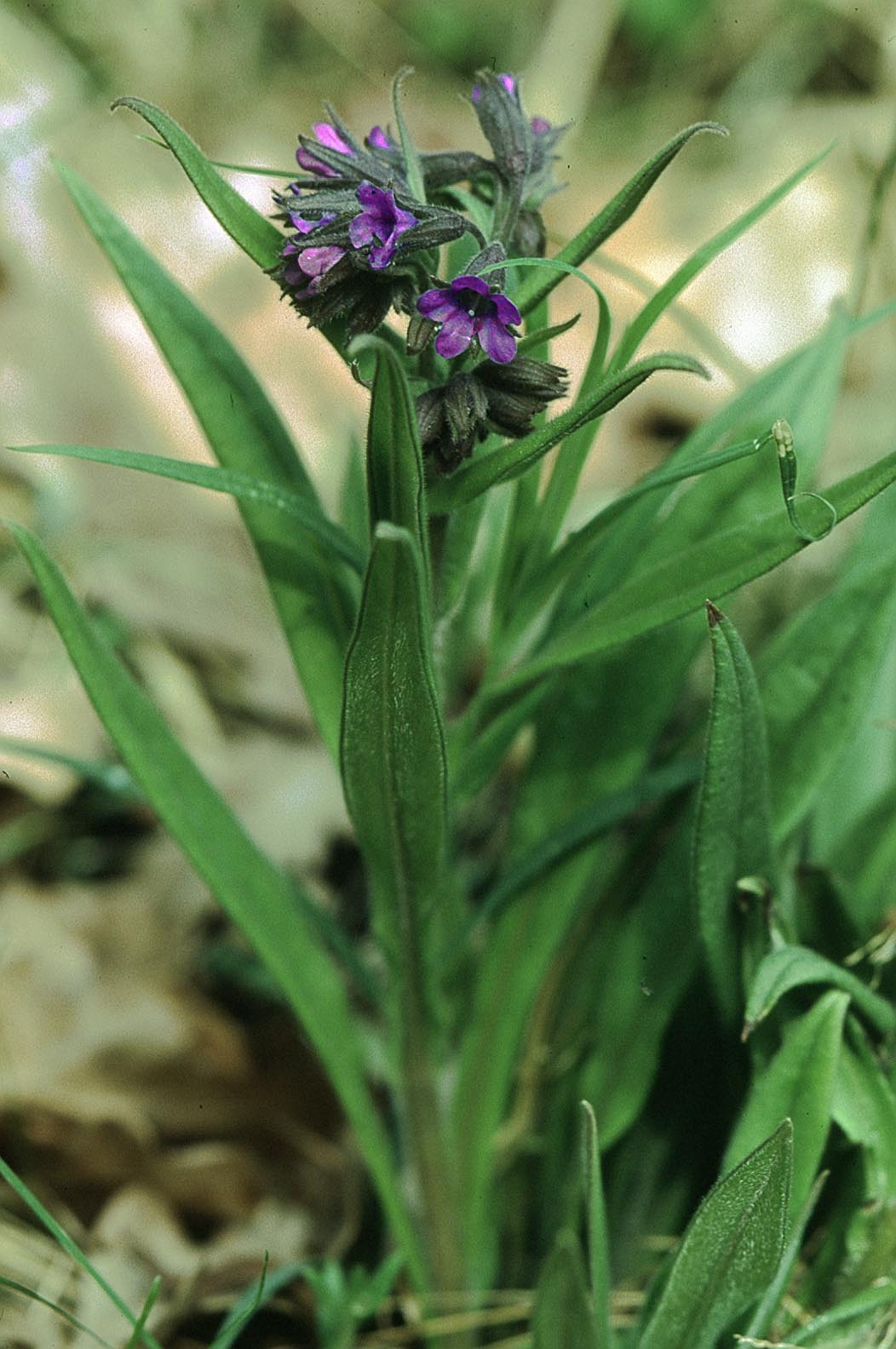
Pulmonaria angustifolia
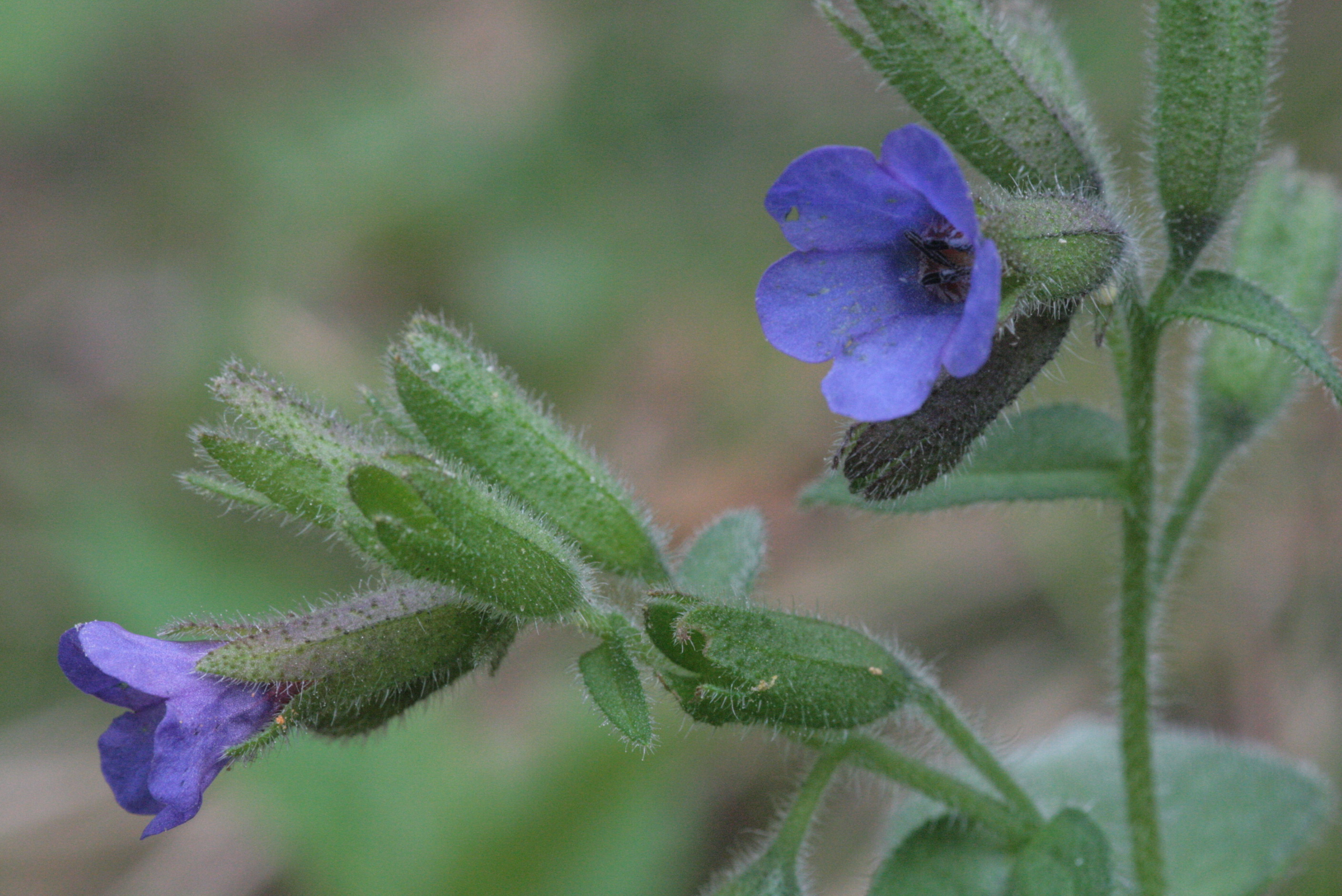
Pulmonaria kerneri
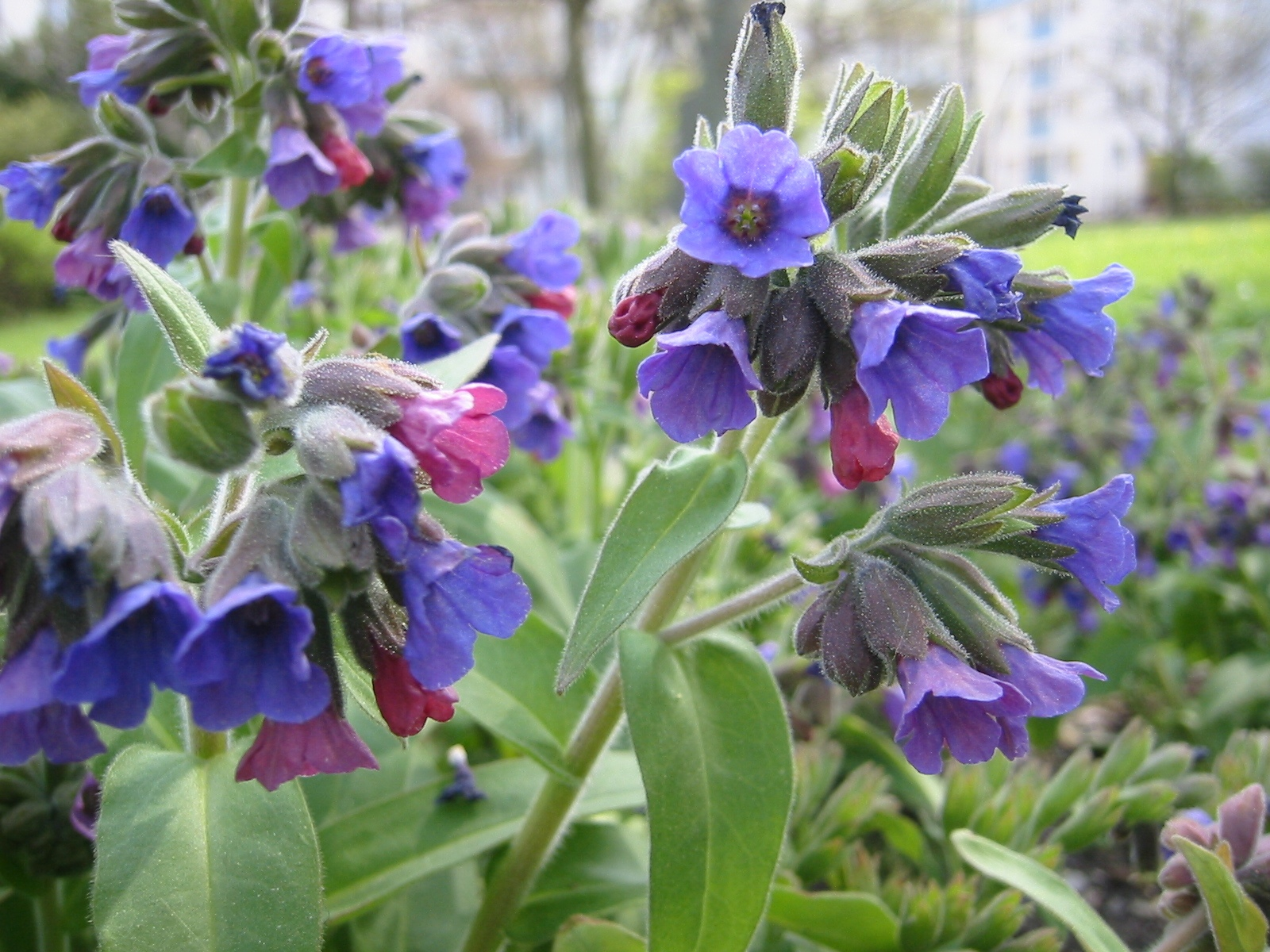
Pulmonaria mollis
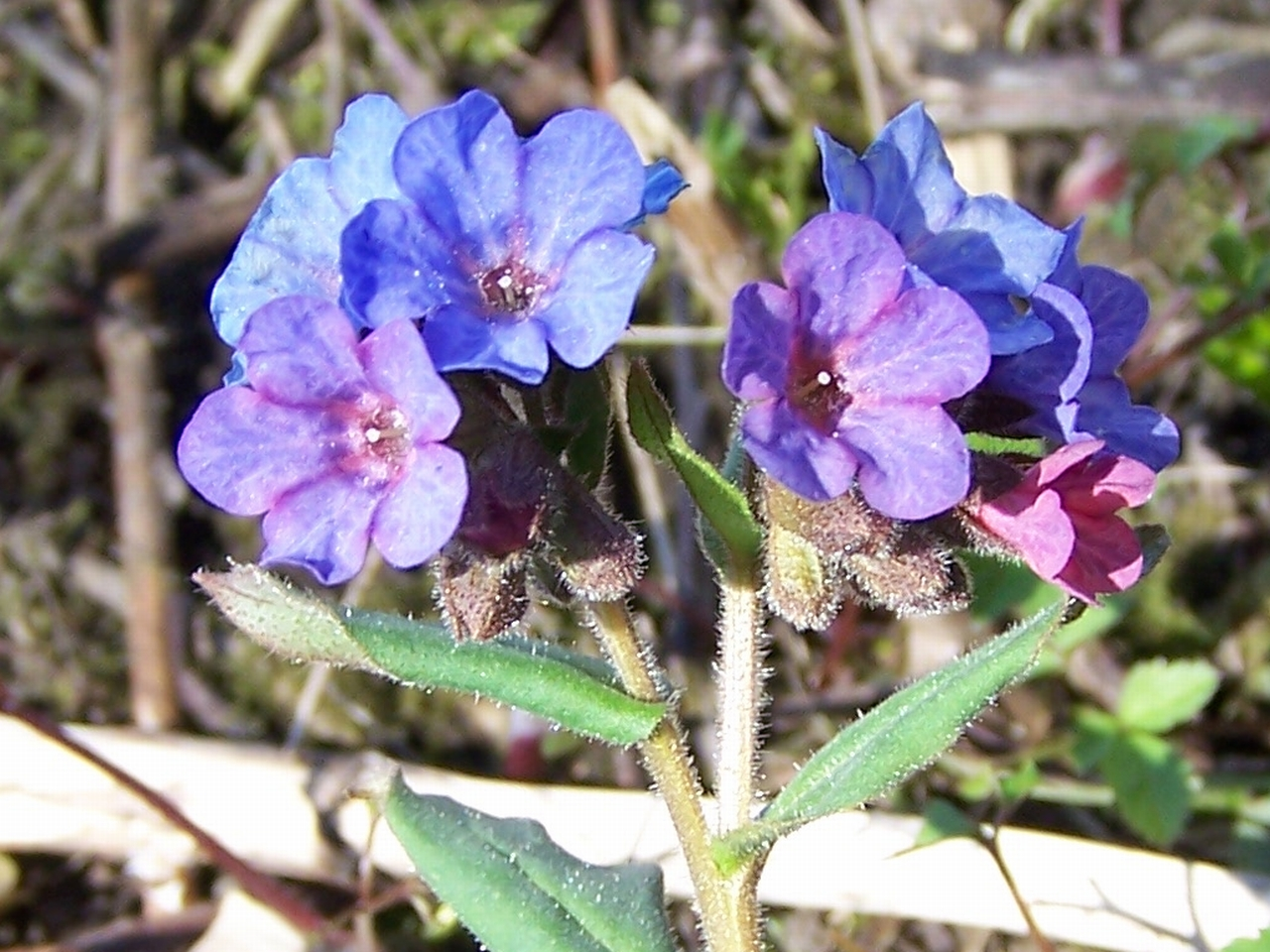
Pulmonaria obscura
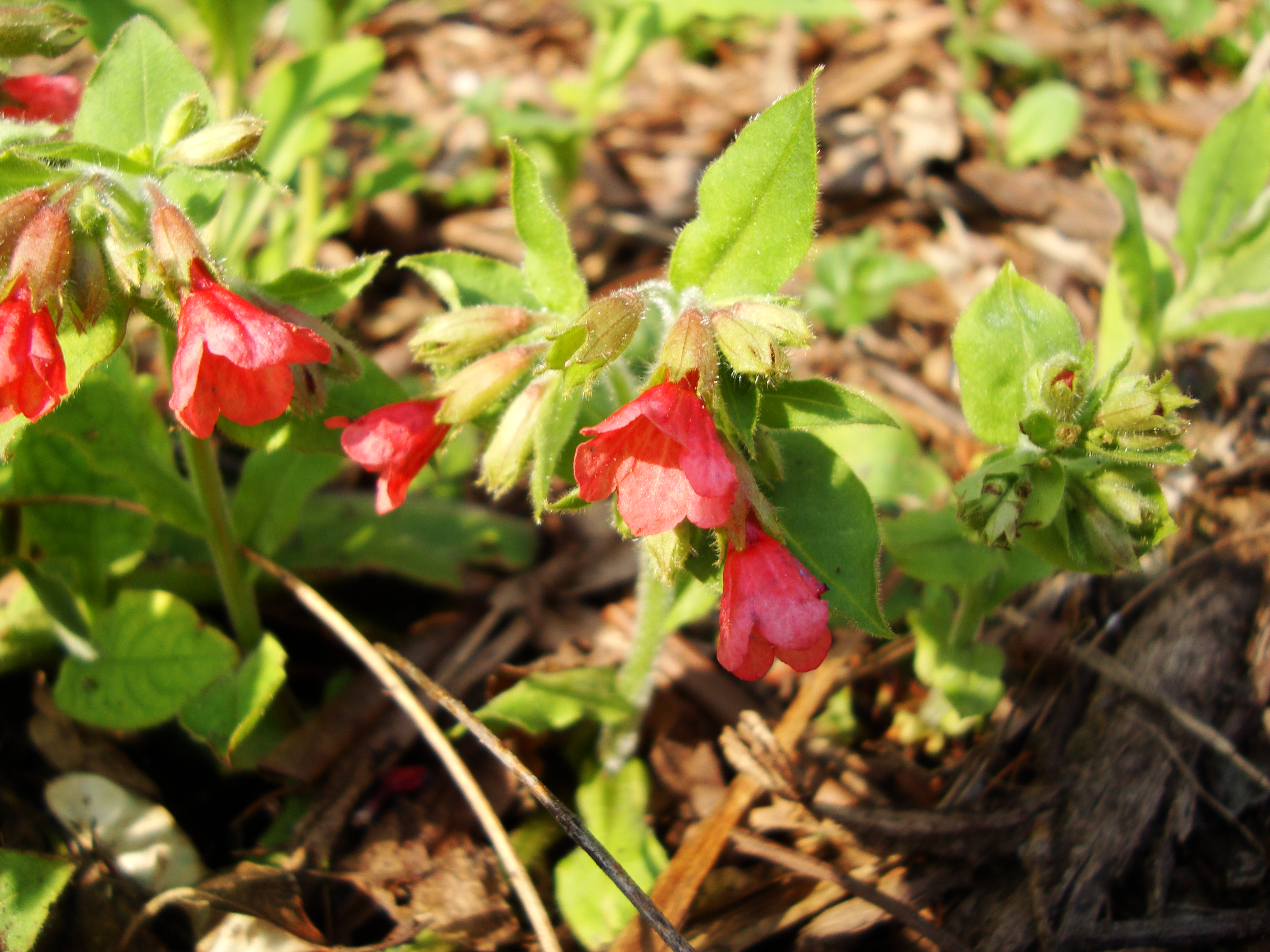
Pulmonaria rubra